# Gulf South Conference
La Gulf South Conference es una conferencia de la División II de la NCAA. Está formada por 12 universidades que compiten en 17 deportes (8 masculinos y 9 femeninos). Las universidades miembros se sitúan geográficamente en el suderste de los Estados Unidos.

## Historia
Conocida originalmente como Mid-South Conference, fue formada por seis universidades en el verano de 1970: Delta State, Florence State (ahora conocida como Universidad del Norte de Alabama, Jacksonville State, Livingston (ahora Universidad del Oeste de Alabama), Tennessee–Martin y Troy. Por problemas de calendario, el primer año sólo se disputó el fútbol americano, ganando el título Jacksonville State.

## Universidades miembros

### Miembros actuales
| Universidad                            | Localización         | Fundada | Alumnos | Apodo      | Colores | Año de unión |
| -------------------------------------- | -------------------- | ------- | ------- | ---------- | ------- | ------------ |
| Universidad de Alabama en Huntsville   | Huntsville, Alabama  | 1969    | 7,900   | Chargers   |         | 1993         |
| Universidad de Auburn en Montgomery    | Montgomery, Alabama  | 1967    | 5,079   | Warhawks   |         | 2017         |
| Universidad de los Hermanos Cristianos | Memphis, Tennessee   | 1871    | 1,720   | Buccaneers |         | 1996         |
| Universidad Estatal del Delta          | Cleveland, Misisipi  | 1924    | 4,392   | Statesmen  |         | 1970         |
| Universidad Lee                        | Cleveland, Tennessee | 1918    | 4,922   | Flames     |         | 2013         |
| Mississippi College                    | Clinton, Misisipi    | 1826    | 4,162   | Choctaws   |         | 2014         |
| Universidad Shorter                    | Rome, Georgia        | 1873    | 3,500   | Hawks      |         | 2012         |
| Universidad Unión                      | Jackson, Tennessee   | 1823    | 4,186   | Bulldogs   |         | 2012         |
| Universidad Estatal de Valdosta        | Valdosta, Georgia    | 1906    | 12,898  | Blazers    |         | 1981         |
| Universidad de Alabama Occidental      | Livingston, Alabama  | 1835    | 5,157   | Tigers     |         | 1970         |
| Universidad de Florida Occidental      | Pensacola, Florida   | 1963    | 12,823  | Argonauts  |         | 1994         |
| Universidad de Georgia Occidental      | Carrollton, Georgia  | 1906    | 11,252  | Wolves     |         | 1983         |

### Miembros afiliados
| Universidad                         | Localización                 | Fundada | Alumnos | Apodo          | Colores | Fecha de unión | Deporte                          | Conferencia primaria     |
| ----------------------------------- | ---------------------------- | ------- | ------- | -------------- | ------- | -------------- | -------------------------------- | ------------------------ |
| Instituto de Tecnología de Florida  | Melbourne, Florida           | 1958    | 6,400   | Panthers       |         | 2013           | fútbol americano                 | Sunshine State           |
| Spring Hill College                 | Mobile, Alabama              | 1830    | 1,439   | Badgers        |         | 2014           | golf (F); fútbol (M); fútbol (F) | Southern Intercollegiate |
| Young Harris College                | Young Harris, Georgia        | 1886    | 1,120   | Mountain Lions |         | 2015           | lacrosse (F)                     | Peach Belt               |
| Universidad del Norte de Greenville | Tigerville, Carolina del Sur | 1891    | 2,100   | Crusaders      |         | 2018           | football                         | Carolinas                |

### Antiguos miembros
| Universidad                                   | Localización            | Fundada | Apodo                          | Fecha de unión | Fecha de salida | Conferencia actual            |
| --------------------------------------------- | ----------------------- | ------- | ------------------------------ | -------------- | --------------- | ----------------------------- |
| Universidad de Arkansas Tech                  | Russellville, Arkansas  | 1909    | Wonder Boys & Golden Suns      | 1995           | 2011            | Great American                |
| Universidad de Arkansas en Monticello         | Monticello, Arkansas    | 1910    | Boll Weevils & Cotton Blossoms | 1995           | 2011            | Great American                |
| Universidad de Arkansas Central               | Conway, Arkansas        | 1907    | Bears & Sugar Bears            | 1993           | 2006            | ASUN (NCAA D-I) (UAC en 2026) |
| Universidad Harding                           | Searcy, Arkansas        | 1924    | Bisons & Lady Bisons           | 2000           | 2011            | Great American                |
| Universidad Estatal Henderson                 | Arkadelphia, Arkansas   | 1890    | Reddies                        | 1993           | 2011            | Great American                |
| Universidad Estatal de Jacksonville           | Jacksonville, Alabama   | 1883    | Gamecocks                      | 1970           | 1993            | CUSA (NCAA D-I)               |
| Universidad Memorial Lincoln                  | Harrogate, Tennessee    | 1897    | Railsplitters                  | 1992           | 2006            | South Atlantic                |
| Universidad para Mujeres de Misisipi          | Columbus, Misisipi      | 1884    | Blues                          | 1993           | 2003            | SLIAC (NCAA D-III)            |
| Universidad de Nueva Orleans                  | Nueva Orleans, Luisiana | 1958    | Privateers                     | 2011           | 2012            | Southland (NCAA D-I)          |
| Universidad Estatal Nicholls                  | Thibodaux, Luisiana     | 1948    | Colonels                       | 1971           | 1979            | Southland (NCAA D-I)          |
| Universidad del Norte de Alabama              | Florence, Alabama       | 1830    | Lions                          | 1970           | 2018            | ASUN (NCAA D-I) (UAC en 2026) |
| Universidad Estatal Noroccidental de Luisiana | Natchitoches, Luisiana  | 1884    | Demons                         | 1971           | 1973            | Southland (NCAA D-I)          |
| Universidad Bautista del Ouachita             | Arkadelphia, Arkansas   | 1886    | Tigers                         | 2000           | 2011            | Great American                |
| Universidad Suroriental de Luisiana           | Hammond, Luisiana       | 1925    | Lions                          | 1971           | 1979            | Southland (NCAA D-I)          |
| Universidad de Arkansas Meridional            | Magnolia, Arkansas      | 1909    | Muleriders                     | 1995           | 2011            | Great American                |
| Universidad de Tennessee en Martin            | Martin, Tennessee       | 1927    | Skyhawks                       | 1970           | 1991            | Ohio Valley (NCAA D-I)        |
| Universidad de Troy                           | Troy, Alabama           | 1887    | Trojans                        | 1970           | 1991            | Sun Belt (NCAA D-I)           |

### Cronología
Full member (all sports) 
 Full member (non-football) 
 Associate member (football-only) 
 Associate member (sport) 